# 魔人ドラキュラ
『魔人ドラキュラ』（まじんドラキュラ、原題：Dracula）は、アメリカのユニバーサル映画が製作したホラー映画。1931年2月14日公開。主演ベラ・ルゴシ、監督はトッド・ブラウニング。日本では1931年10月8日に公開された。
ブラム・ストーカー原作『吸血鬼ドラキュラ』の初の正規映画化作品。世界的にヒットし、戦前のホラー映画ブームを巻き起こした。ユニバーサルは怪奇メーカーとして名をはせ、ドラキュラ伯爵役で主演したベラ・ルゴシも世界に知られる怪奇スターとなった。オープニングにチャイコフスキーの白鳥の湖の序章が編曲されて使用されている。

## ストーリー

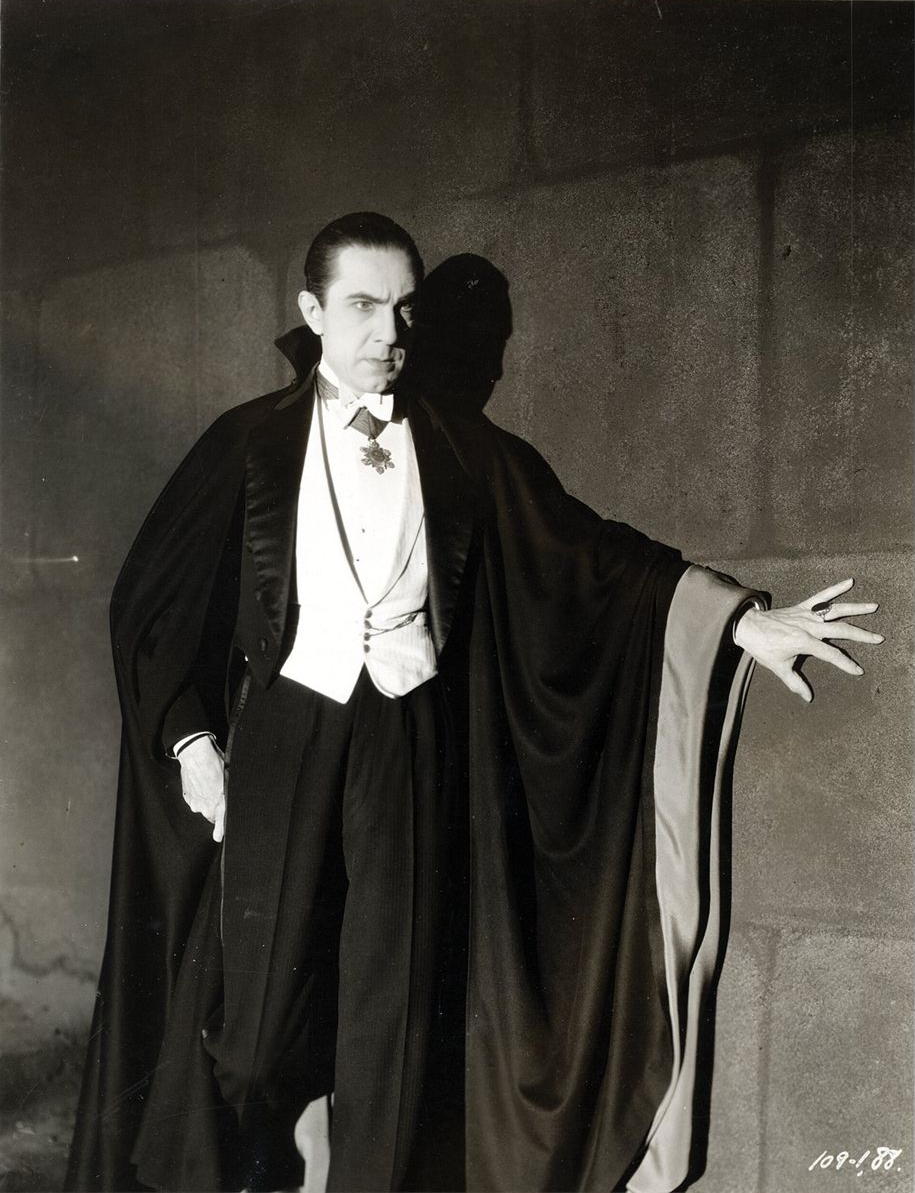
ドラキュラ伯爵に扮するベラ・ルゴシ

イギリスの事務弁護士レンフィールドは、トランシルヴァニアの貴族ドラキュラ伯爵に招かれてドラキュラ城を訪れた。ドラキュラはロンドンでの土地の購入を希望していた。しかし、ドラキュラの正体は伝説上の存在とされていた吸血鬼であり、レンフィールドは下僕にされてしまう。ドラキュラはレンフィールドに手引きさせて船を占拠してイギリスに渡り、レンフィールドは「精神を病んだ」としてセワード精神病院に搬送される。カーファックス修道院を棲家とすると、東欧から移住してきた高貴な伯爵として社交界に現れ、修道院の隣に居住するセワード博士一家に接触する。セワードの娘ミナの友人ルーシーはドラキュラの虜になり、血を吸われて死んでしまう。
セワードの元を恩師のヘルシング教授が訪れ、レンフィールドが吸血鬼になっていることを告げるが、セワードは吸血鬼の存在を信じようとはしなかった。レンフィールドも「自分を病院から遠ざけろ」と訴えるが、セワードは聞き入れずに病室に戻してしまう。その夜、ドラキュラはセワードの屋敷に忍び込み、ミナを襲い吸血する。その日以来、ミナは悪夢にうなされるようになり、ヘルシングは彼女の婚約者ハーカーと共に屋敷を訪れるが、そこにドラキュラが見舞いに訪れる。ミナはドラキュラの来訪を喜ぶが、ドラキュラの姿が鏡に映らないのを見たヘルシングは、ドラキュラこそが吸血鬼であると確信する。
ヘルシングは、ドラキュラを寄せ付けないためにミナの部屋をトリカブトで埋め尽くすが、吸血鬼の血が入ったミナはそれを嫌がり、彼女の身を案じるハーカーもヘルシングに反発する。ドラキュラは再びセワードの屋敷に忍び込み、ミナを連れ去ってしまう。同じ頃、レンフィールドが精神病院から脱走してドラキュラの元に向かい、ヘルシングとハーカーは彼を尾行する。これによってドラキュラが隠れ家にしていた修道院まで二人が来てしまい、ドラキュラはレンフィールドを裏切ったと見なし殺害するも、すでに夜明けが近付いてきていたためミナを連れてあわてて地下墓所のひつぎに逃げ込む。地下墓所を捜索するうちに二人は棺で眠るドラキュラを発見する。ヘルシングはそばにあった棒を折ってドラキュラの心臓にその尖った先端を刺して彼を殺し、ハーカーはミナを取り戻す。

## キャスト
- ドラキュラ伯爵 - ベラ・ルゴシ / 日本語吹き替え - 若山弦蔵
- ミナ・セワード - ヘレン・チャンドラー
- ジョン・ハーカー - デヴィッド・マナーズ / 日本語吹き替え - 朝戸正明
- レンフィールド - ドワイト・フライ（英語版）
- ヴァン・ヘルシング教授 - エドワード・ヴァン・スローン
- セワード博士 - ハーバート・バーンストン（英語版）
- ルーシー・ウェストン - フランシス・デイド（英語版）
- ブリッグス - ジョアン・スタンディング（英語版）
- マーティン - チャールズ・ジェラード（英語版）

※吹替放送1964年2月20日NET「ショック！」21:45～22:45 放映タイトルは『吸血鬼ドラキュラ』

## 製作

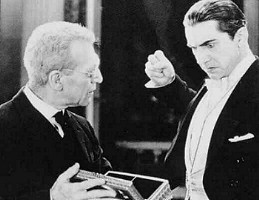
ベラ・ルゴシとエドワード・ヴァン・スローン

1897年に発表されたイギリスのブラム・ストーカーの小説『吸血鬼ドラキュラ』は、1920年代に同国で舞台作品としてロングランヒットを記録し、1922年にはF・W・ムルナウによって『吸血鬼ノスフェラトゥ』として映画が公開された。しかし、これは映画化の許可を得ていなかったため、ストーカーの未亡人は著作権侵害として裁判所に訴えて勝訴し、映画のネガとプリントの破壊が命令された。1927年にはアメリカのブロードウェイ公演でも大成功を収めた。それに目を付けたユニバーサル映画は、当時急激に浸透していたトーキー作品として映画化を企画する。カール・レムリ・Jrは映画化の権利を取得し、脚本家のギャレット・フォートは脚本の執筆に際して『吸血鬼ノスフェラトゥ』を研究した。同作を参考にしたシーンには、「レンフィールドが指を怪我して血を流し、ドラキュラが血を吸おうと近付くが、直後に十字架が目に入り怯える」というものがある。
ドラキュラ役には「千の顔を持つ男」と称された当時高い人気を誇った怪優で、『London After Midnight』（1927年）で吸血鬼役（実際は吸血鬼に扮した刑事）を演じた経験のあるロン・チェイニーが内定、監督も同作のトッド・ブラウニングに決定した。しかしチェイニーは1930年に47歳で急死し
、レムリは代わりの俳優としてポール・ムニ、チェスター・モリス、イアン・キース、ジョン・レイ、ジョセフ・シルドクラウト、アーサー・キャリウェ、ウィリアム・コートニーを検討した。その折、ブロードウェイ版舞台でドラキュラを演じたハンガリー出身の俳優ベラ・ルゴシが、別の舞台に出演するためにロサンゼルスを訪れていた。ルゴシは俳優として長いキャリアを持っていたが、ハンガリー訛りが強く英語下手のため、アメリカでは大役に恵まれずにいた。ユニバーサルは最終的に週給500ドルを提示し、7週間3,500ドルの契約でルゴシを起用した。
制作にあたってストーリー展開やドラキュラ像はほぼ舞台版が踏襲された。イギリスに渡航する際の嵐のシーンは、1925年公開のサイレント映画『The Storm Breaker』のシーンを流用している。流用するに際して、トーキー映画用の毎秒24フレームの撮影速度で編集し、ドラキュラとレンフィールドのシーンを新たに加えている。また、映画の効果を高めるために長時間の無音シーンと文字のクローズアップを用いるなど、サイレント映画の手法を一部で採用している。ジェームズ・ベラーディネリは俳優の演技について、サイレント映画のものだと指摘している。
- ユニバーサル・スタジオ・ジャパン内にあるハリウッド・エリアのユニバーサル・モンスター・ライブ・ロックンロール・ショーの建物内には、ベラ・ルゴシが実際に着ていた［Dracula］のコスチュームと、杖、帽子、手袋が飾られている他、ヘレン・チャンドラーが着用した［ミナ・セワード］の衣装が展示されています。

## 評価

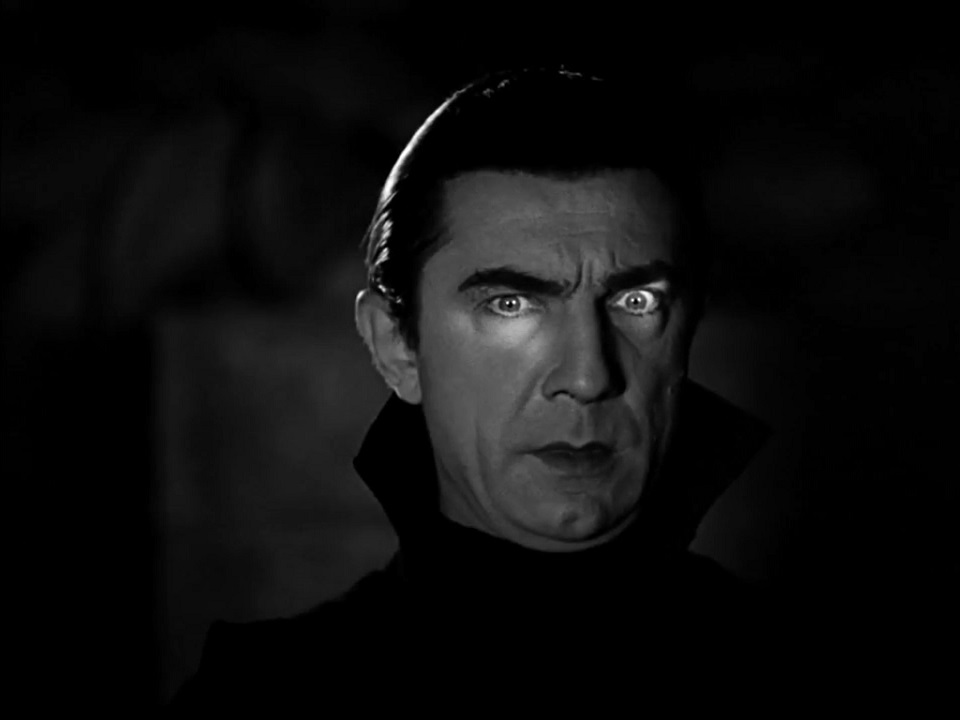
ベラ・ルゴシ

完成した本作はスローなテンポで荘厳なゴシックホラーの世界を映像で再現、ロキシー劇場では公開48時間で5万枚のチケットを売り上げ、ユニバーサル製作の1931年の映画の中で最高額の70万ドルを売り上げた。本作の大ヒットを受けてユニヴァーサルは、同年中に『フランケンシュタイン』を製作、本作以上の大ヒットと高評価を得て更に多くのホラー映画（ユニバーサル・モンスターズ）を量産した。
ニューヨーク・タイムズのモルダント・ホールは、トッド・ブラウニングの創造性とヘレン・チャンドラーの演技を称賛し、「多くのミステリー映画の中で最高の作品」と批評した。The Film Dailyは「素晴らしいメロドラマ」と批評し、ベラ・ルゴシの演技を「映画の中で最もユニークで強力な役」と称賛した。
当時49歳であったルゴシはドラキュラ俳優として絶大な名声を得て、怪奇の大スターとなった。原作でのドラキュラは冒頭のトランシルヴァニアのシーンでは人前に現れるが、イギリスに渡ってからはほとんど影のような存在となる。しかし、本作でルゴシの演じたドラキュラは、イギリスに渡って後も夜会服を身に纏い、全編に渡って風格と妖気を見せ付け、貴族的な二枚目であるドラキュラ像を作り上げた。またルゴシのハンガリー訛りはドラキュラの代名詞となった。

## 後継作品
本作の続編的作品として、1936年公開の『女ドラキュラ』（原題：Dracula's Daughter）、1943年公開の『夜の悪魔』（原題：Son of Dracula）があり、これらを合わせてユニバーサル映画のドラキュラ三部作とする場合がある。『女ドラキュラ』は本作の直後から始まるストーリーを描いており、エドワード・ヴァン・スローン演じるヘルシング教授も引き続き登場する直接の続編である。一方、『夜の悪魔』では舞台をアメリカに移している。その後、ユニバーサルホラーはフランケンシュタイン・モンスターや狼男、ドラキュラらが同時に登場する怪物エンターテインメント的路線となる。ユニヴァーサルのドラキュラ作品は以下の通り。
- 魔人ドラキュラ（1931年 本作）
- 魔人ドラキュラ スペイン語版[8]（1931年 ドラキュラ役：カルロス・ヴィリャリアス）
- 女ドラキュラ（1936年）
- 夜の悪魔（1943年 ドラキュラ役：ロン・チェイニー・ジュニア）
- フランケンシュタインの館（1944年 ドラキュラ役：ジョン・キャラダイン）
- ドラキュラとせむし女（1945年 ドラキュラ役：ジョン・キャラダイン）
- 凸凹フランケンシュタインの巻（1948年 ドラキュラ役：ベラ・ルゴシ）

## リメイク
ユニバーサル・ピクチャーズは79年にフランク・ランジェラ主演の『ドラキュラ』として今作をリメイクしている。また、リメイクではないが、ユニバーサルは、2004年の『ヴァン・ヘルシング』と、2014年の『ドラキュラZERO』で、ドラキュラを登場させている。